# 救国の声放送
救国の声放送（きゅうこくのこえほうそう）は、「韓国民族民主戦線」と名乗る朝鮮民主主義人民共和国（北朝鮮）の組織が行っていた大韓民国（韓国）向けの地下放送。旧名は「南朝鮮解放民主民族連盟放送」及び「統一革命党の声放送」。

## 概説
アジア放送研究会の山下透の調べによると、韓国民族民主戦線は、北朝鮮の朝鮮労働党統一戦線部が指導する対南宣伝組織で、放送中には「南朝鮮（韓国）のソウルからの放送」と言うアナウンスが繰り返されていた。その後、国際周波数登録委員会（IFRB）と韓国による調査の結果、1979年2月、放送電波の発信地は北朝鮮の黄海南道海州市南山であることが確認された。放送中止直前には平壌や江原道元山にある送信施設（送信所）も利用されていた。
2003年7月29日、救国の声放送は8月1日に放送を全面中止することを発表。8月1日午前0時過ぎ（朝鮮時間＝UTC+9）放送を中止した。

## 沿革
- 1966年10月： 北朝鮮、朝鮮労働党代表者会議で対南地下放送の開始を決定。
- 1967年3月15日： 南朝鮮解放民主民族連盟放送開始（最大出力50kW、1日2時間）。
- 1969年8月25日： 統一革命党、創立。
- 1970年6月15日： 南朝鮮解放民主民族連盟放送、統一革命党の声放送と改称（6月1日か）。
- 1973年3月1日： 統一革命党の声放送、放送時間を1日6時間に延長。
- 1973年6月1日： 統一革命党の声放送、英語放送を開始（この頃、最大出力を100kWに増力）。
- 1973年7月1日： 統一革命党の声放送、朝鮮中央放送の中継を開始（1日30分、最大出力を150kWに増力）。
- 1974年4月1日： 統一革命党の声放送、放送時間を1日8時間30分に延長（最大出力を300kWに増力）。
- 1974年12月： 統一革命党の声放送、放送時間を1日12時間に延長。
- 1975年1月1日： 統一革命党の声放送、放送時間を1日12時間30分に延長（最大出力を500kWに増力）。
- 1976年3月1日： 統一革命党の声放送、中波1135kHzの出力を1500kWに増力。
- 1977年1月： 統一革命党の声放送、放送時間を1日7時間30分に短縮。
- 1978年12月20日： 統一革命党の声放送、中波1135kHzを1053kHzに変更。
- 1979年6月20日： 統一革命党の声放送、放送時間を1日10時間30分に延長。
- 1979年6月25日： 統一革命党の声放送、放送時間を1日11時間30分に延長。
- 1983年： 朝鮮労働党文化部、朝鮮労働党統一戦線部に改組、改称。
- 1985年7月27日： 統一革命党、韓国民族民主戦線と改称。
- 1985年8月9日： 統一革命党の声放送、救国の声放送と改称。
- 1985年8月15日： 朝鮮労働党統一戦線部、救国の声放送とは別に「民衆のこだま放送」を開始（1日の放送時間は、救国の声放送が10時間、民衆のこだま放送が3時間）。
- 1989年6月： 民衆のこだま放送、放送中止（放送要員は救国の声放送に合流）。救国の声放送、放送時間を1日16時間に延長。
- 2003年8月1日： 救国の声放送、放送中止。
- 2003年8月15日： 韓国民族民主戦線平壌支部、救国の声放送の送信施設を使用して朝鮮中央放送の中継を開始。

## 備考
- 中波1053kHzは、出力1500kWであり、同一周波数で、出力50kWの中部日本放送（現：CBCラジオ）は、名古屋市内でも混信を起こしていた（のちに周波数を変更した岐阜中継局を設置。同中継局については、FM補完中継局が開始して役目を終えるため、2018年10月末をもって廃局）。
- 韓国では、「黒色放送」と通称していた。